# Sandra Gomis
Sandra Gomis (* 21. November 1983 in Saint-Nazaire) ist eine ehemalige französische Hürdenläuferin, die sich auf die 100-Meter-Distanz spezialisiert hat.

## Sportliche Laufbahn
Erste internationale Erfahrungen sammelte Sandra Gomis im Jahr 2002, als sie bei den Juniorenweltmeisterschaften in Kingston mit 12,00 s im Halbfinale im 100-Meter-Lauf ausschied und mit der französischen 4-mal-100-Meter-Staffel im Finale disqualifiziert wurde. 2009 gewann sie bei den Mittelmeerspielen in Pescara in 13,24 s die Silbermedaille über 100 m Hürden hinter der Türkin Nevin Yanıt und anschließend schied sie bei den Weltmeisterschaften in Berlin mit 13,23 s in der ersten Runde aus. 2011 belegte sie bei den Halleneuropameisterschaften in Paris in 8,11 s den achten Platz über 60 m Hürden und im September schied sie bei den Weltmeisterschaften in Daegu mit 13,55 s im Halbfinale über 100 m Hürden aus. Im Jahr darauf kam sie bei den Europameisterschaften in Helsinki mit 13,63 s nicht über den Vorlauf hinaus und 2016 schied sie bei den Europameisterschaften in Amsterdam mit 12,97 s im Semifinale aus. Anschließend nahm sie an den Olympischen Sommerspielen in Rio de Janeiro teil und schied dort mit 13,23 s im Halbfinale aus. 2020 bestritt sie ihre letzten offiziellen Wettkämpfe und beendete daraufhin ihre aktive sportliche Karriere im Alter von 36 Jahren.
In den Jahren 2009 und 2011 wurde Gomis französische Meisterin im 100-Meter-Hürdenlauf sowie 2015 Hallenmeisterin über 60 m Hürden.

## Persönliche Bestleistungen
- 100 m Hürden: 12,79 s (+1,6 m/s), 25. Juni 2016 in Angers
  - 60 m Hürden (Halle): 8,00 s, 21. Februar 2010 in Gent